# 7-й меридіан східної довготи
7-й меридіан східної довготи — лінія довготи, що лежить на 7 градусів східніше Гринвіцького меридіана. Вона проходить від Північного полюса через Північний Льодовитий океан, Європу, Африку, Атлантичний океан, Південний океан та Антарктиду до Південного полюса.
7-й меридіан східної довготи формує велике коло разом із 173-тім меридіаном західної довготи.

## Список географічних об'єктів, що перетинає 7° сх. д.
Починаючи на Північному полюсі та рухаючись до Південного полюса, 7-й меридіан східної довготи проходить через:
| Координати                                               | Країна, територія або море | Примітки |
| -------------------------------------------------------- | -------------------------- | --- |
| 90°0′ пн. ш. 7°0′ сх. д. / 90.000° пн. ш. 7.000° сх. д.  | Північний Льодовитий океан | |
| 81°15′ пн. ш. 7°0′ сх. д. / 81.250° пн. ш. 7.000° сх. д. | Атлантичний океан          | |
| 62°57′ пн. ш. 7°0′ сх. д. / 62.950° пн. ш. 7.000° сх. д. | Норвегія                   | |
| 58°1′ пн. ш. 7°0′ сх. д. / 58.017° пн. ш. 7.000° сх. д.  | Північне море              | |
| 53°41′ пн. ш. 7°0′ сх. д. / 53.683° пн. ш. 7.000° сх. д. | Німеччина                  | Проходить через острів Юст                                                                                         |
| 53°40′ пн. ш. 7°0′ сх. д. / 53.667° пн. ш. 7.000° сх. д. | Ватове море                | |
| 53°19′ пн. ш. 7°0′ сх. д. / 53.317° пн. ш. 7.000° сх. д. | Нідерланди                 | |
| 52°38′ пн. ш. 7°0′ сх. д. / 52.633° пн. ш. 7.000° сх. д. | Німеччина                  | |
| 52°28′ пн. ш. 7°0′ сх. д. / 52.467° пн. ш. 7.000° сх. д. | Нідерланди                 | |
| 52°14′ пн. ш. 7°0′ сх. д. / 52.233° пн. ш. 7.000° сх. д. | Німеччина                  | Проходить східніше Леверкузен проходить через Саарбрюкен                                                           |
| 49°11′ пн. ш. 7°0′ сх. д. / 49.183° пн. ш. 7.000° сх. д. | Франція                    | |
| 47°30′ пн. ш. 7°0′ сх. д. / 47.500° пн. ш. 7.000° сх. д. | Швейцарія                  | Приблизно на 14 км                                                                                                 |
| 47°22′ пн. ш. 7°0′ сх. д. / 47.367° пн. ш. 7.000° сх. д. | Франція                    | Приблизно на 8 км                                                                                                  |
| 47°18′ пн. ш. 7°0′ сх. д. / 47.300° пн. ш. 7.000° сх. д. | Швейцарія                  | |
| 46°1′ пн. ш. 7°0′ сх. д. / 46.017° пн. ш. 7.000° сх. д.  | Франція                    | Приблизно на 14 км                                                                                                 |
| 45°53′ пн. ш. 7°0′ сх. д. / 45.883° пн. ш. 7.000° сх. д. | Італія                     | |
| 45°32′ пн. ш. 7°0′ сх. д. / 45.533° пн. ш. 7.000° сх. д. | Франція                    | |
| 45°13′ пн. ш. 7°0′ сх. д. / 45.217° пн. ш. 7.000° сх. д. | Італія                     | |
| 44°15′ пн. ш. 7°0′ сх. д. / 44.250° пн. ш. 7.000° сх. д. | Франція                    | |
| 44°42′ пн. ш. 7°0′ сх. д. / 44.700° пн. ш. 7.000° сх. д. | Італія                     | |
| 44°15′ пн. ш. 7°0′ сх. д. / 44.250° пн. ш. 7.000° сх. д. | Франція                    | Проходить західніше Канн                                                                                           |
| 43°33′ пн. ш. 7°0′ сх. д. / 43.550° пн. ш. 7.000° сх. д. | Середземне море            | |
| 36°54′ пн. ш. 7°0′ сх. д. / 36.900° пн. ш. 7.000° сх. д. | Алжир                      | |
| 20°29′ пн. ш. 7°0′ сх. д. / 20.483° пн. ш. 7.000° сх. д. | Нігер                      | |
| 12°59′ пн. ш. 7°0′ сх. д. / 12.983° пн. ш. 7.000° сх. д. | Нігерія                    | Проходить західніше Порт-Гаркорта                                                                                  |
| 4°23′ пн. ш. 7°0′ сх. д. / 4.383° пн. ш. 7.000° сх. д.   | Атлантичний океан          | Проходить західніше острова Принсіпі, Сан-Томе і Принсіпі Проходить східніше острова Сан-Томе, Сан-Томе і Принсіпі |
| 60°0′ пд. ш. 7°0′ сх. д. / 60.000° пд. ш. 7.000° сх. д.  | Південний океан            | |
| 69°53′ пд. ш. 7°0′ сх. д. / 69.883° пд. ш. 7.000° сх. д. | Антарктида                 | Проходить через Землю Королеви Мод (претендує Норвегія)                                                            |